# Винуваті люди
«Винуваті люди» (2021) — любовно-історичний роман Тетяни Белімової, в основі якого — життя простої дівчини Марусі й історія її кохання на тлі епохи Bell Epoque (Прекрасна епоха), майже не презентованої в сучасній українській літературі.

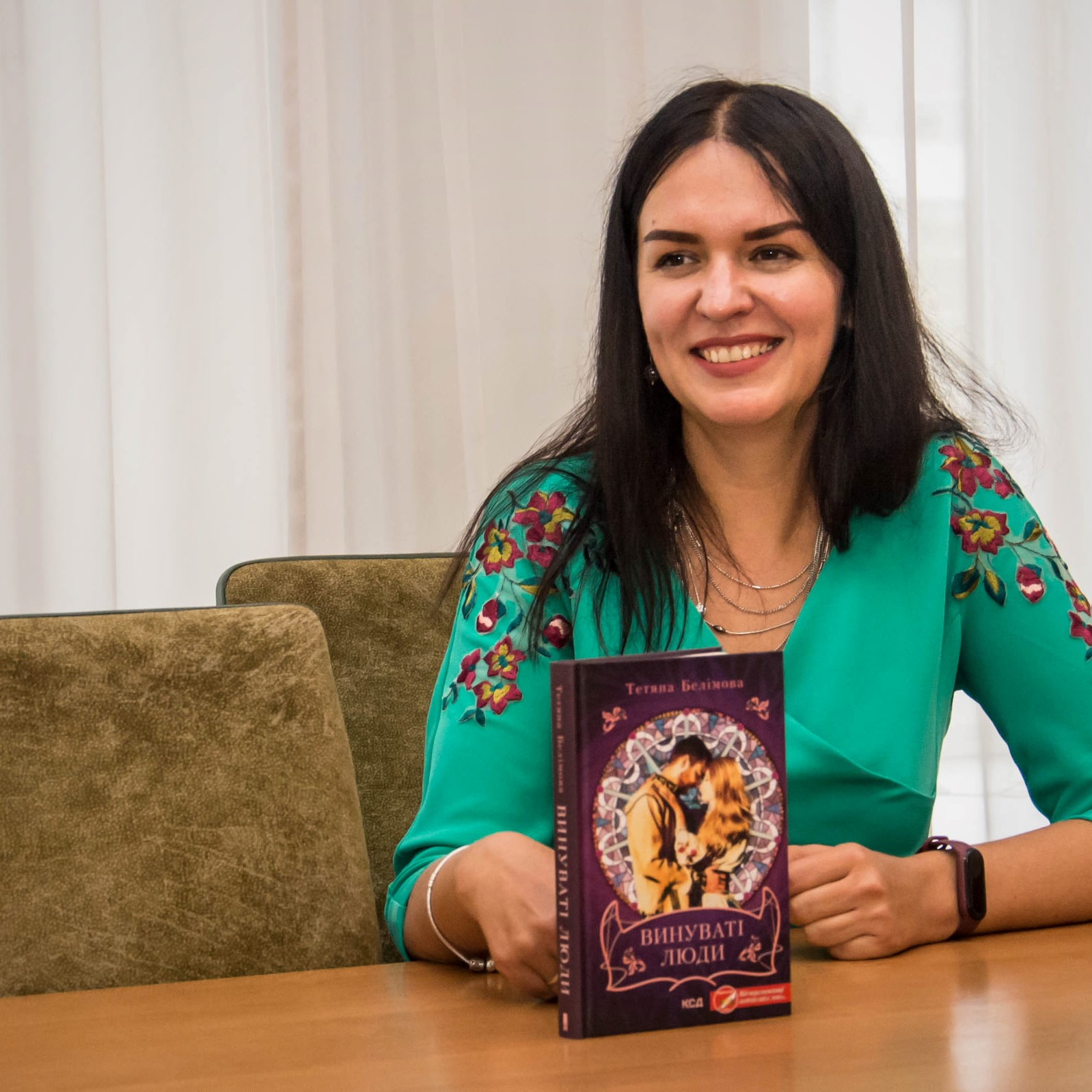
Авторка роману, письменниця Тетяна Белімова

Часові межі роману охоплюють період з 1899 по 1914 рік — до початку І світової війни. Події відбуваються на кінному заводі й у маєтку графської родини Браницьких біля провінційного містечка Ставище, пізніше — у маєтку шляхтича Юліана Ясенського поблизу села Ясенівка на Київщині, а згодом — у тодішній столиці Російської імперії Петербурзі та Києві.
Одна з основних сюжетних ліній роману пов’язана з цирковим мистецтвом. Відтак у творі зображено Цирк Чинізеллі в Петербурзі й Цирк «Гіппо-Палас» у Києві. Основна інтрига твору пов’язана з арабськими скакунами, яких розводять на кінному заводі Браницьких, і які, по суті, докорінно змінюють життя головних героїв.
Роман вийшов у харківському видавництві «КСД» у липні 2021 року. У жовтні того ж року здобув ІІІ премію Гранд Коронації слова від «Міжнародного літературного конкурсу романів, п’єс, кіносценаріїв, пісенної лірики та творів для дітей “Коронація слова”» та спецвідзнаку від Бердянського державного педагогічного університету «За художню панораму українського життя початку ХХ століття та ліричну історію кохання».

## Історична основа
Історичну основу роману склали:
- книжка «Ставище у спогадах євреїв» [Архівовано 3 грудня 2021 у Wayback Machine.] (переклад з англійської Сергія Плахотнюка);
- архівні відомості, надані краєзнавцем Віктором Хіменком;
- відомості Державного архіву міста Києва й Державного архіву Київської області, зокрема судові акти й документи Таращанського повіту (тяжба Зосії Ясенської за опіку над племінником Казимиром Ясенським).

У романі докладно описано життя провінційних містечок Ставища і Білої Церкви, а також побут великих міст (письменниця майстерно відтворила Латинський квартал у Києві, описавши вулицю Тарасівську, де жили викладачі й студенти Університету Святого Володимира).
Авторка відтворює колорит містечкової громади Ставища, де перетин єврейських, польських і українських традицій створив самобутню атмосферу, що, втім, під впливом зовнішніх обставин була зоною прихованого конфлікту.
Революція 1905 року, побіжно згадана у творі, викликала цілий ряд соціальних зрушень, найсумнішими з яких стали єврейські погроми, що прокотилися і відносно тихим Ставищем. Також у творі йдеться про зародження соціалістичного руху в Україні, що в майбутньому призвів до зміни соціального устрою.

## Герої
- Маруся — донька старшого машталіра Флора Ігнатовича. Унаслідок шлюбу із шляхтичем Ясенським просувається соціальними щаблями. Після смерті чоловіка успадковує чайну на тракті і землю біля неї. Стає відомою на весь повіт Марією Флорівною Ясенською. Виховує сина Казимира і прийомну доньку Варвару. Усе життя кохає Василя.
- Василь — машталір на кінному заводі графа Браницького, пізніше — відомий цирковий артист Базілій із Трансільванії. Одружується з артисткою Мері, виховує доньку Зою. Отримавши спадок, повертається на батьківщину й знову зустрічає Марусю.
- Юліан Ясенський — уроджений шляхтич, вахмістр у відставці окремого корпусу прикордонної варти, власник маєтку біля села Ясенівка і чайної на тракті. Чоловік Марусі, батько Казимира.
- Зосія Ясенська — сестра Юліана, стара діва, живе з братом, а після його одруження — з родиною брата.
- Мері (Маша) — дружина Василя, циркова акробатка, котра, народивши доньки, йде з цирку і більше не виступає.
- Флор Ігнатович — старший машталір на кінному заводі графа Браницького. Через власні амбіції занапащає життя єдиній доньці Марусі.
- Граф і графиня Браницькі — Владислав і Лідія — в основі цих образів реальні прототипи представників родини Браницьких, відомих українських магнатів польського походження.
- Естер — юдейка зі Ставищ, ґендлярка, що тримає лавку колоніальних товарів. Під час єврейських погромів знаходить притулок у домі в Марії Ясенської. Пізніше виїздить із родиною до США (реальний прототип із книжки «Ставище у спогадах євреїв» [Архівовано 3 грудня 2021 у Wayback Machine.]).
- Денис — коваль, товариш дитинства Марусі й Василя. Таємно кохає Марусю. Захопився ідеями соціалізму, причетний до робітничих страйків у Білій Церкві.
- Варвара — молодша сестра Василя, народилася, коли брат уже поїхав до Петербургу. Після смерті батьків потрапляє в дім Ясенських. Маруся лишає дівчинку собі.
- Казимир — син Марусі і Юліана, єдиний спадкоємець роду Ясенських.

## Рецензії
- Сабріна Вайзер «Витривалі тілом слабкі перед коханням» [Архівовано 12 серпня 2021 у Wayback Machine.]
- Ірина Приліпко «Синкретизм сучасного романного жанру (новий твір Тетяни Белімової) [Архівовано 3 грудня 2021 у Wayback Machine.]
- Оксана Семенюк «Долю конем не об’їдеш» [Архівовано 3 грудня 2021 у Wayback Machine.]
- Владислав Хоменко «Заплутаними стежками» [Архівовано 3 грудня 2021 у Wayback Machine.]